# Кардхаман
Кардхаман — індо-скіфський цар з династії Західні Кшатрапи і династії Рор.
Археологи знайшли монети, які карбував Абхірака, у північному Пакистані.